# Psycho Fox
Psycho Fox è un videogioco a piattaforme sviluppato nel 1989 da Vic Tokai e pubblicato da SEGA per Sega Master System. Il gioco è stato distribuito in Brasile da Tec Toy come Sapo Xulé: Os Invasores do Brejo con protagonista una rana di nome Sapo Xulé, invece della volpe eponima.